# Rhoshandiatelly-neshiaunneveshenk Koyaanfsquatsiuty
Rhoshandiatelly-neshiaunnveshenk Koyaanfsquatsiuty (Beaumont (Texas), 12 septembre 1984) est le prénom le plus long du monde. Ce prénom féminin est celui de Rhoshandiatelly-neshiaunneveshenk Koyaanfsquatsiuty Williams aux États-Unis. Son père voulait en fait lui donner un prénom de plus de 1 000 lettres, mais cela lui fut refusé[source insuffisante].